# 岩手県道501号北上花巻温泉自転車道線
岩手県道501号北上花巻温泉自転車道線（いわてけんどう501ごう きたかみはなまきおんせんじてんしゃどうせん）は、北上市と花巻市を結ぶ岩手県管理のサイクリングロードである。

## 区間
- 起点：北上市立花（岩手県道14号一関北上線との交点）
- 終点：花巻市湯本字中屋敷（岩手県道37号花巻平泉線との交点）

## 通過する自治体
- 岩手県
  - 北上市 - 花巻市

## 接続する道路
- 岩手県道14号一関北上線
- 岩手県道37号花巻平泉線